# Ansan (Corea del Sud)
Ansan-si (안산시) è una città della Corea del Sud, della provincia di Gyeonggi-do. Fondata nel 1986, la sua popolazione di 693 546 abitanti al 2016 (510.000 nel 1995).

## Geografia fisica
Si trova immediatamente a sud della capitale Seul.
Coordinate:
- Nord - 37° 22' 25" N.L.
- Sud - 37° 04' 39" S.L.
- Est - 126° 56' 29" E.
- Ovest - 126° 31' 45" E.